# Бехтхајм
Бехтхајм (њем. Bechtheim) општина је у њемачкој савезној држави Рајна-Палатинат. Једно је од 69 општинских средишта округа Алцеј-Вормс. Према процјени из 2010. у општини је живјело 1.833 становника. Посједује регионалну шифру (AGS) 7331006.

## Географски и демографски подаци
Бехтхајм се налази у савезној држави Рајна-Палатинат у округу Алцеј-Вормс. Општина се налази на надморској висини од 131 метра. Површина општине износи 13,3 km². У самом мјесту је, према процјени из 2010. године, живјело 1.833 становника. Просјечна густина становништва износи 137 становника/km².